# Liste der Biografien/Borz
Liste der Biografien |
Portal Biografien |
Personensuche
# |
A |
B |
C |
D |
E |
F |
G |
H |
I |
J |
K |
L |
M |
N |
O |
P |
Q |
R |
S |
T |
U |
V |
W |
X |
Y |
Z |
?
 
Ba |
Be |
Bd |
Bg |
Bh |
Bi |
Bj |
Bl |
Bm |
Bn |
Bo |
Br |
Bs |
Bu |
Bw |
By |
Bz
 
Boa–Boc |
Bod |
Boe |
Bof |
Bog |
Boh |
Boi–Bok |
Bol |
Bom |
Bon |
Boo |
Bop |
Boq |
Bor |
Bos |
Bot |
Bou |
Bov–Boz
 
Bora |
Borb |
Borc |
Bord |
Bore |
Borg |
Borh |
Bori |
Borj |
Bork |
Borl |
Borm |
Born |
Boro |
Borq |
Borr |
Bors |
Bort |
Boru |
Borv |
Borw |
Bory |
Borz
Die Liste der Biografien führt alle Personen auf, die in der deutschsprachigen Wikipedia einen Artikel haben. Dieses ist eine Teilliste mit 28 Einträgen von Personen, deren Namen mit den Buchstaben „Borz“ beginnt.

## Borz
- Borz, Georg Heinrich (1714–1799), deutscher Mathematiker

### Borza
- Borza, Adrian (* 1967), rumänischer Komponist und Musikpädagoge
- Borza, Alexandru (1887–1971), rumänischer Botaniker
- Borzacchiello, Silvano (* 1965), italienisch-schweizerischer Jazzmusiker (Schlagzeug)
- Borzacchini, Baconin (1898–1933), italienischer Automobilrennfahrer
- Borzaga, Mario (1932–1960), italienischer Geistlicher, Oblate der Makellosen Jungfrau Maria
- Borzaga, Maximiliane (1806–1837), deutsche Schönheit in der Schönheitengalerie Ludwig I.
- Borzage, Frank (1893–1962), US-amerikanischer Filmregisseur
- Borzan, Biljana (* 1971), kroatische Politikerin (SDP), MdEP
- Borzaš, Uroš (* 1999), serbischer Handballspieler

### Borze
- Borzęcka, Celina (1833–1913), Gründerin der Resurrektionistinnen
- Borzęcki, Adam (* 1978), polnischer Eishockeyspieler
- Borzęcki, Jakub (* 2002), deutsch-polnischer Eishockeyspieler
- Börzel, Tanja (* 1970), deutsche PolitikwissenschaftlerinTanja Börzel (* 1970)

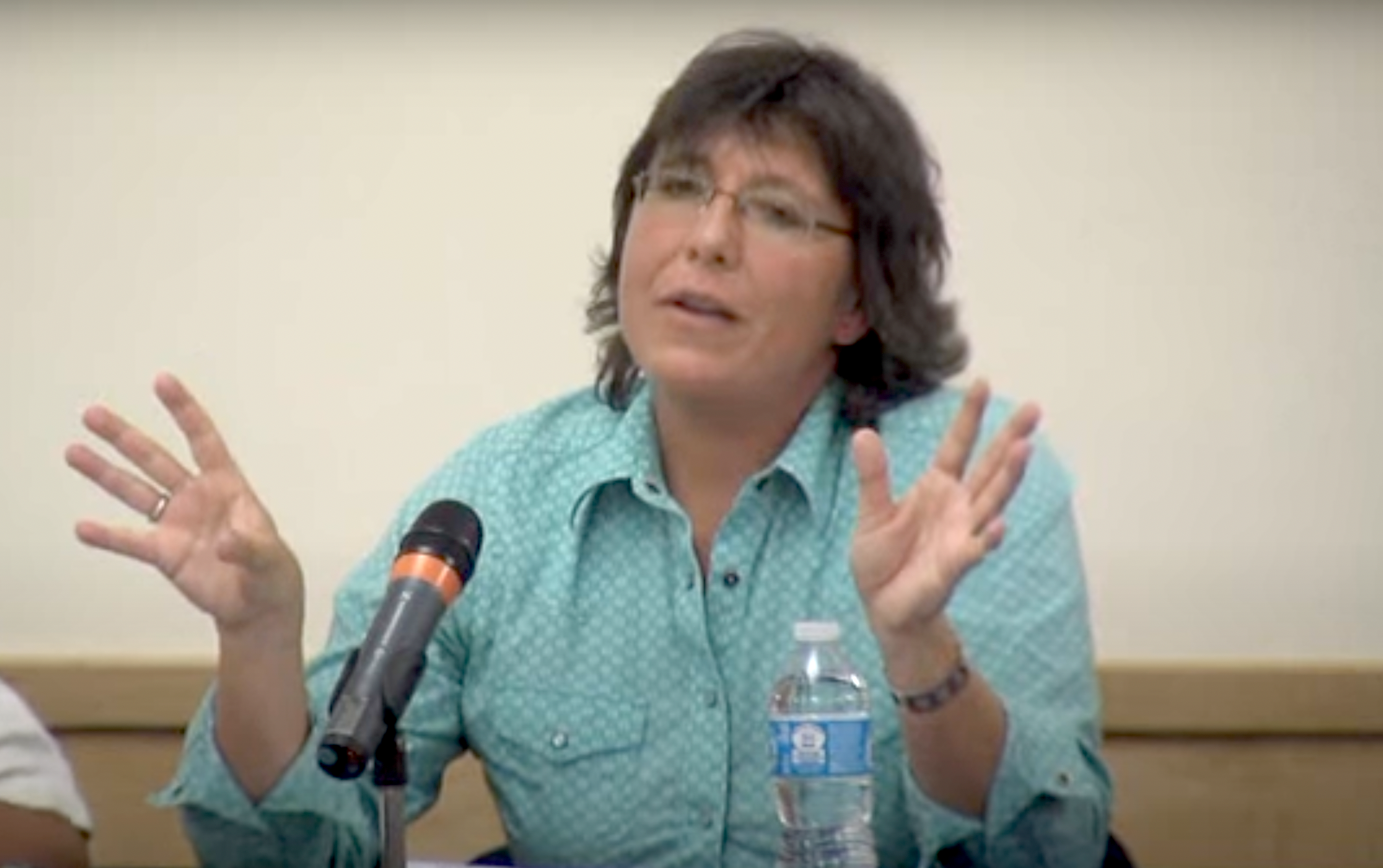
Tanja Börzel (* 1970)

### Borzi
- Borzì, Antonino (1852–1921), italienischer Botaniker
- Borzik, Rolf (1944–1980), deutscher Kostüm- und Bühnenbildner
- Borzikowsky, Reinhold (1913–1998), deutscher Verwaltungsbeamter und Staatssekretär (Schleswig-Holstein)

### Borzo
- Borzone, Francesco Maria (1625–1679), italienischer Maler
- Borzone, Luciano (1590–1645), italienischer Maler
- Borzor, Christopher (* 1999), haitianischer Sprinter
- Borzova, Yuliya (* 1981), usbekische Kanutin
- Borzow, Konstantin (* 1995), kasachischer Skilangläufer
- Borzow, Wladimir (* 1974), kasachischer Skilangläufer

### Borzs
- Borzsák, István (1914–2007), ungarischer Klassischer Philologe
- Borzsei, János (* 1943), ungarischer Tischtennisspieler

### Borzy
- Borzym, Hans-Joachim (* 1948), deutscher Ruderer
- Borzym, Monika (* 1990), polnische Jazzmusikerin (Gesang, Komposition)
- Borzyskowski, Wulf von, deutscher American-Football-Spieler